# Astragalus campylotrichus
Astragalus campylotrichus är en ärtväxtart som beskrevs av Aleksandr Andrejevitj Bunge. Astragalus campylotrichus ingår i släktet vedlar, och familjen ärtväxter. Inga underarter finns listade i Catalogue of Life.